# Kobîllea, Zbaraj
Kobîllea (în ucraineană Кобилля) este o comună în raionul Zbaraj, regiunea Ternopil, Ucraina, formată numai din satul de reședință. Satul este situat în nord-estul regiunii istorice Galiția.

## Demografie
Componența lingvistică a comunei Kobîllea
     Ucraineană (99%)
     Alte limbi (1%)
Conform recensământului din 2001, majoritatea populației comunei Kobîllea era vorbitoare de ucraineană (99%), existând în minoritate și vorbitori de alte limbi.